# (3405) Daiwensai
(3405) Daiwensai ist ein Asteroid des Hauptgürtels, der am 30. Oktober 1964 am Purple-Mountain-Observatorium in Nanjing entdeckt wurde.
Der Asteroid wurde nach Dai Wensai (1911–1979) benannt, dem Direktor der Astronomischen Fakultät an der Universität Nanjing von 1955 bis 1979.